# Unrestricted
Unrestricted è il terzo album in studio della rapper statunitense Da Brat, pubblicato l'11 aprile 2000 dalla So So Def Recordings e Columbia Records.

## Tracce
1. Intro (feat. Millie Jackson & Twista) – 1:59
2. We Ready (feat. Jermaine Dupri & Lil Jon) – 4:02
3. What'chu Like (feat. Tyrese) – 3:57
4. At The Club (Interlude) – 0:38
5. Fuck You – 3:08
6. Back Up (feat. Ja Rule & Tamara Savage) – 4:12
7. Hands in the Air (feat. Mystikal) – 3:49
8. Runnin' Out of Time (feat. Kelly Price) – 4:15
9. That's What I'm Looking For – 3:44
10. Breeve On 'Em (feat. 22) – 4:17
11. What's On Ya Mind (feat. 22, LaTocha Scott & Trey Lorenz) – 4:08
12. Leave Me Alone (Interlude) – 0:16
13. High Come Down (feat. LaTocha Scott & Trey Lorenz) – 3:06
14. All My Bitches – 3:57
15. Pink Lemonade – 3:53
16. A Word From ... Da Bishop Don "Magic" Juan (Interlude) – 0:19
17. Chi Town (feat. LaJoyce) – 4:08

## Classifiche

### Classifiche settimanali
| Classifica (2000) | Posizione massima |
| ----------------- | ----------------- |
| Paesi Bassi       | 55                |
| Stati Uniti       | 5                 |

### Classifiche di fine anno
| Classifica (2000) | Posizione massima |
| ----------------- | ----------------- |
| Stati Uniti       | 105               |